# Suzanne Joly
Suzanne Joly   (Orà, 16 de març de 1914 - 18è districte de París, 26 de novembre de 2012) fou una pianista i compositor francesa.
Nena prodigi, va actuar a Algèria i França abans d'esdevenir alumna de piano de Lazare Lévy i Antoinette Véluard i d'Olivier Messiaen i Jean Roger-Ducasse al Conservatoire de Paris.
El seu nom real era Suzanne Obadia, esposa del pintor Louis Joly, i va escriure una obra musical que abasta tots els gèneres: Petite suite per a orquestra (1942); Sérénade ; Fantaisie concertante per a piano i orquestra (1944-1948); Rupestre pour orchestre (1968); Mélodies (Paul Verlaine, Andrée Brunin…) ; Ode à la Jeune Fille (1968) ; Quatuor à cordes ; Thème, Variations et Allegro Fugato per a piano sol (1956) ; etc.
Morta a París el 2012, reposa al cementiri parisenc de Bagneux 
Una gran part dels seus arxius es troba dipositada al Centre Internacional Albert-Roussel.